# Triángulo de curry
El triángulo de curry es un tipo de pastel chino. Es uno de los pasteles estándar de Hong Kong, siendo muchos más raro encontrarlo en las panaderías de barrios chinos extranjeros. Junto a otros pasteles salados (con relleno de cerdo o pollo) puede encontrarse en panaderías cerca de Orchard St. en Manhattan, donde parece estar disponible diariamente. No debe confundirse con el hojaldre de curry malayo y singapurés.
El pastel tiene forma de media luna, con un relleno de curry de ternera en el centro. La corteza es gruesa y quebradiza.